# Crestería

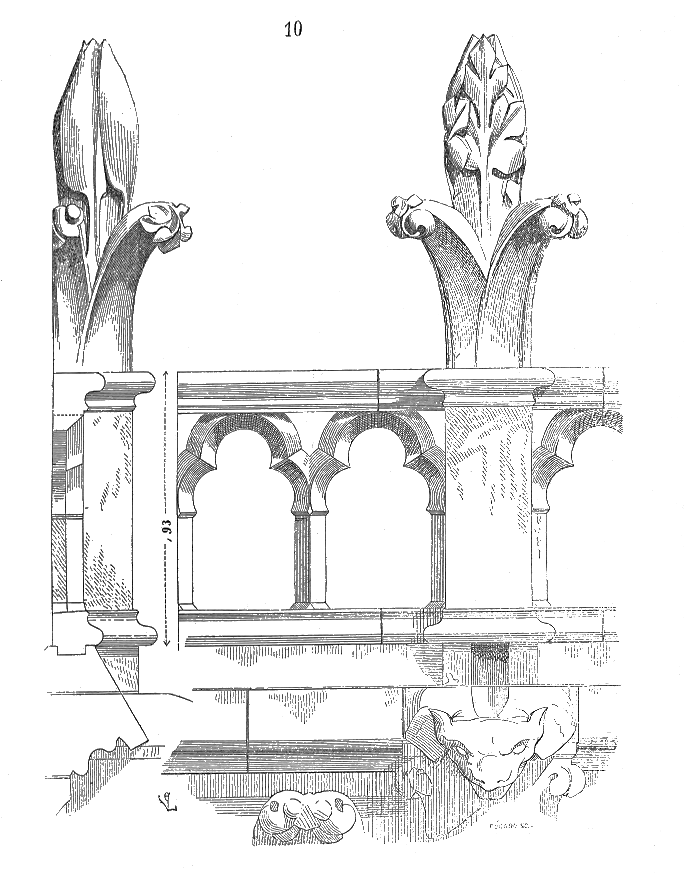
Crestería gótica del

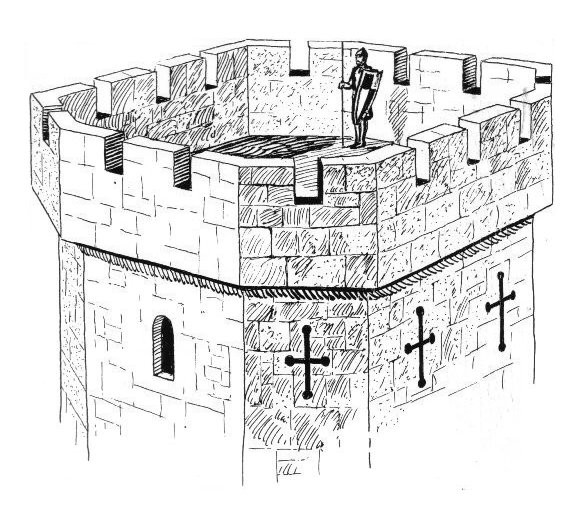
Dibujo de la zona superior almenada de una torre defensiva

Por crestería (del latín crista, "cresta", penacho) se pueden entender dos elementos arquitectónicos diferentes:
- Como elemento decorativo.
- Como parte de una construcción fortificada.

## Elemento decorativo
Conjunto de motivos ornamentales y adornos, principalmente del tipo vegetal o geométrico, repetidos en serie, habitualmente de estructura calada, que coronan la parte alta de un edificio o una techumbre. Fue utilizado sobre todo en la arquitectura gótica y renacentista, pero también en la barroca o la modernista. 

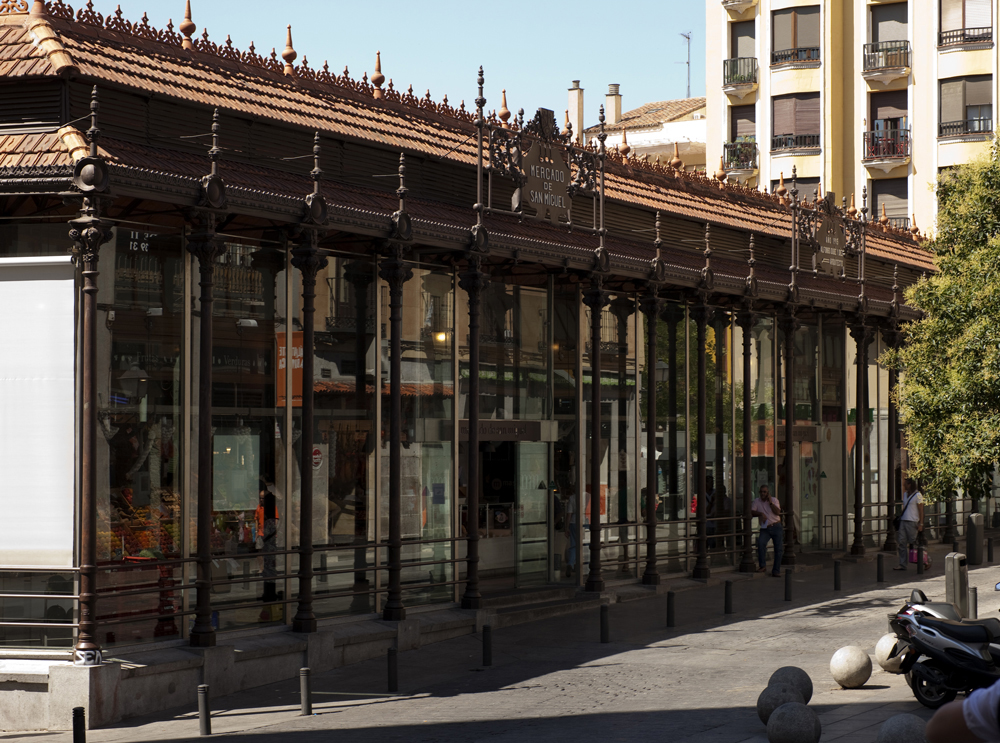
Crestería cerámica del Mercado de San Miguel en Madrid (1913-1916).

El material más utilizado para la construcción de la crestería fue la piedra, empleándose también el metal o la cerámica. 

### En la arquitectura maya
En la arquitectura maya, uno de los elementos más característicos era la crestería o peine de techo que coronaba determinados edificios de la élite, como los situados en la cima de las pirámides o en la cima de los palacios, como símbolo de poder.
La crestería solía componerse de dos muros de mampostería perforados y apoyados uno sobre el otro que servían como soporte para relieves o estatuas, principalmente de dioses y gobernantes.  

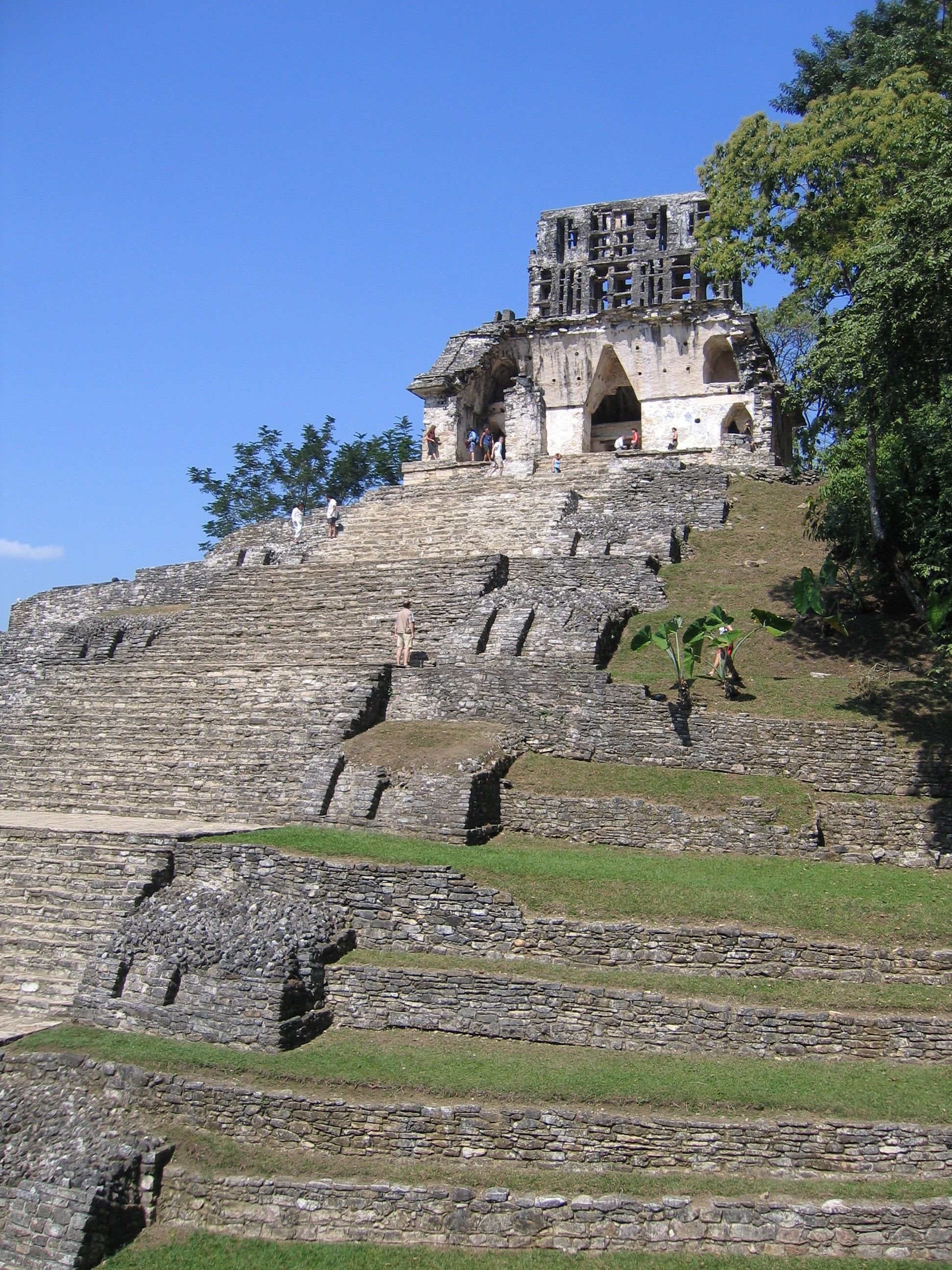
Crestería del templo de la Cruz en Palenque, México.

En función de los estilos arquitectónicos regionales establecidos por Geoge F. Andrews, se localizan cresterías principalmente en el Petén Central, como el caso de Tikal, Usumacinta, como el caso de Yaxchilán o Chenes como en el caso de Hochob.

## Construcciones fortificadas
En la arquitectura militar de la Edad Media, se conoce con este nombre a toda la parte superior de una edificación defensiva, como una fortaleza o castillo, formada por las almenas o merlón.